# Lumen (mértékegység)
A lumen (jele: lm) fotometriai mennyiség, a fényáram SI-származtatott mértékegysége. Azt a „látható fény mennyiséget” fejezi ki, amelyet egy fényforrás bocsát ki, integrálva a kibocsátott spektrumot a szem érzékenységének megfelelően. Bár a fényáram fizikai jellege alapján teljesítményjellegű mennyiség (így elvileg wattban is mérhető lenne), a lumen bevezetésének célja az volt, hogy a mérést a látható tartományra korlátozza. Ezzel szemben a sugárzott teljesítmény (radiometriai mennyiség) az elektromágneses spektrum egészére vonatkozik, beleértve a nem látható hullámhosszakat is.

## Definíció
Egy lumen az a fényáram, amelyet egy 1 kandela fényerősségű, minden irányban egyenletesen sugárzó pontszerű fényforrás 1 szteradián térszögbe sugároz.
{\displaystyle \mathrm {1\ lm\ =\ 1\ cd\ \cdot \ 1\ sr} }
A teljes gömb térszöge 4·π szteradián, így egy minden irányba egyenletesen 1 kandelával sugárzó fényforrás fényárama:
{\displaystyle \mathrm {1\ cd\ \cdot \ 4\pi \ sr\ =\ 12,57\ lm} }
Másképpen fogalmazva 1 lumen az 555 nm hullámhosszú (zöld) monokromatikus sugárnyaláb fényárama, amelynek sugárzott teljesítménye 1⁄683 watt.

## Fordítás
- Ez a szócikk részben vagy egészben  a   Lumen (unit) című angol Wikipédia-szócikk fordításán alapul.  Az eredeti cikk szerkesztőit annak laptörténete sorolja fel. Ez a jelzés csupán a megfogalmazás eredetét és a szerzői jogokat jelzi, nem szolgál a cikkben szereplő információk forrásmegjelöléseként.